# Jacek Pałkiewicz
Jacek Edward Pałkiewicz es un explorador y periodista polaco, es conocido por descubrir las fuentes del nacimiento del río Amazonas en los andes peruanos. Es miembro de la Royal Geographical Society.

## Biografía
Jacek Edward Pałkiewicz nació el 2 de junio de 1942 en un campo de trabajo nacionalsocialista en Immensen cerca de Lehrte en Baja Sajonia, donde su madre fue enviada a la fuerza durante la Segunda Guerra Mundial. Sus padres eran de ascendencia polaca. Creció en un pequeño pueblo de Masuria en el norte de Polonia, de donde emigró a Italia en 1970. Allí conoció a su futura esposa Linda Vernola. En 1971, se unió a la marina mercante de Panamá como oficial (aunque sin entrenamiento formal). Después de una breve estadía en Sierra Leona, donde trabajó como gerente de una mina de diamantes, se mudó a Ghana, donde se convirtió en inspector de una mina de oro. En 1972, encabezó su primera gran expedición en la que atravesó el desierto del Sahara a pie. Poco después regresó a Italia y se instaló en Milán, donde se graduó de una escuela local de periodismo en 1975. Desde entonces, Pałkiewicz ha visitado varias zonas geográficas para la documentación de pequeños e inaccesibles rincones del mundo. En 1975, cruzó el Océano Atlántico en un bote salvavidas, desde Dakar, (Senegal) hasta Georgetown (Estados Unidos) en 44 días. Este tipo de experiencia valiosa en condiciones extremas fue seguida de cerca por la NASA y el Programa espacial de la Unión Soviética.
En 1989, dirigió la expedición "The Cool Pole" (Yakutsk-Oymiakon, 1200 km) al lugar más frío de Siberia (-72 °C) con un trineo tirado por renos. En 1992, cruzó la selva de Vietnam en elefantes y en 1995 cruzó Bután en yaks. Más tarde, ese mismo año, otra de sus expediciones viajó por el río Yangtze en un champán. También dirigió la Misión Ecológica Internacional de Cosmonautas en 1994 en Siberia, bajo el patrocinio de Boris Yeltsin, entonces presidente de Rusia.
Es conocido por su expedición a los Andes peruanos en 1996. En colaboración con la Pontificia Universidad Católica del Perú en Lima y la Marina de Guerra del Perú, lideró la expedición científica "Fuente Amazónica '96", que estableció el nacimiento del río Amazonas en el campo de nieve de Kiwicha (5170 m) a los pies del Mismi. en los Andes peruanos. Este descubrimiento ha sido aceptado por la Sociedad Geográfica de Lima; certificando así que este río es el más largo del mundo (7.040 km).
En 2002, bajo el patrocinio del gobierno de Perú, Pałkiewicz inició una expedición río arriba del río Madre de Dios en busca de la ciudad semimítica de Paititi o El Dorado. Actualmente, reside en Bassano del Grappa cerca de Venecia, donde continúa entrenando a varias fuerzas especiales y astronautas en el arte de la supervivencia. Además de la Royal Geographical Society, también es miembro de Società geografica Italiana (1996), Sociedad Geográfica de Lima (1996) y Sociedad Geográfica Rusa (1996).